# Olympiska vinterspelen 2014
Olympiska vinterspelen 2014 (Vinter-OS 2014), de tjugoandra (XXII) olympiska vinterspelen, hölls mellan den 7 och den 23 februari 2014 i och strax utanför Sotji i Ryssland. Invigningen genomfördes den 7 februari, men några tävlingsgrenar tog sin början redan den 6 februari. Det var första gången som Ryssland anordnade ett olympiskt vinterspel.

## Ansökningar
Då ansökningstiden gick ut den 28 juli 2005 hade sju orter nominerats hos Internationella olympiska kommittén till att få arrangera spelen. Fyra av dem eliminerades den 22 juni 2006. Den slutliga omröstningen mellan de tre kvarvarande orterna hölls vid ett möte i Guatemala City i Guatemala den 4 juli 2007.

### Eliminerade
- Almaty, Kazakstan (ansökan daterad 21 juli 2005)
- Bordzjomi, Georgien (ansökan daterad 22 juli 2005)
- Jaca, Spanien (ansökan daterad 20 juli 2005)
- Sofia, Bulgarien (ansökan daterad 17 april 2004)

### Officiella kandidater
- Pyeongchang, Sydkorea (ansökan daterad 30 december 2004)
- Salzburg, Österrike (ansökan daterad 24 januari 2005)
- Sotji, Ryssland (ansökan daterad 14 juli 2005)

### Omröstningen
Sotji vann omröstningen mot Pyeongchang, efter att Salzburg hade slagits ut i den första ronden.
| Ort         | Land      | Omgång 1 | Omgång 2 |
| Sotji       | Ryssland  | 34       | 51       |
| Pyeongchang | Sydkorea  | 36       | 47       |
| Salzburg    | Österrike | 25       | -        |

## Anläggningar

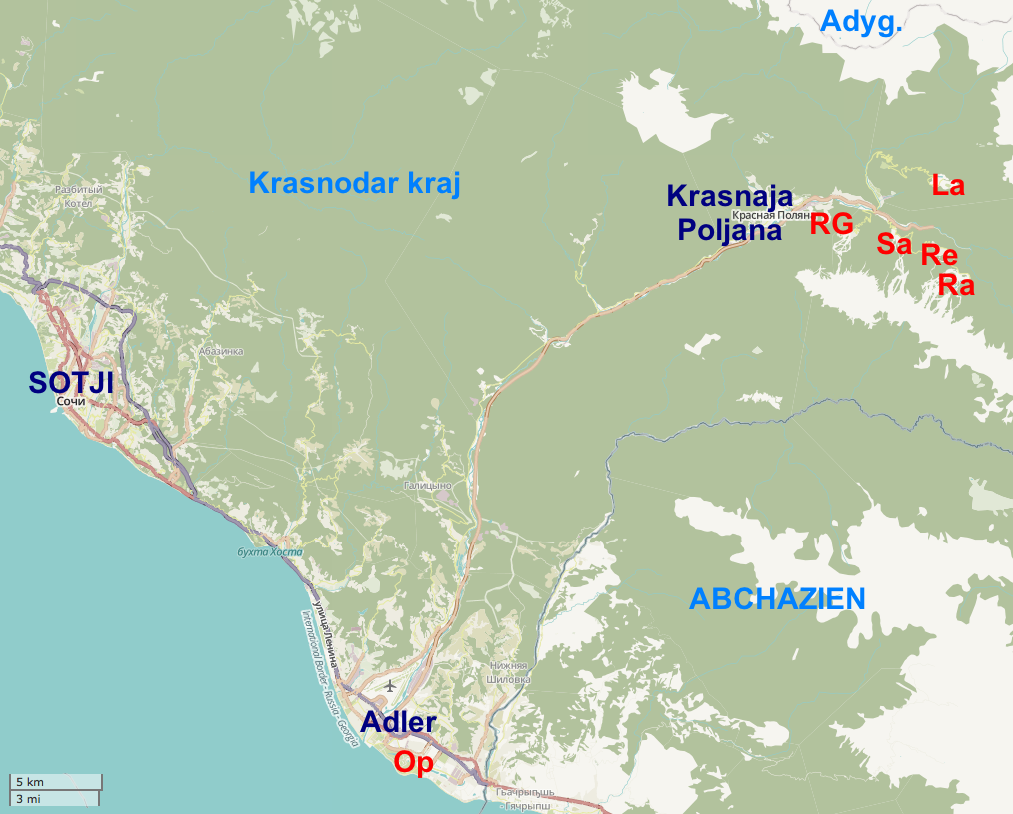
Översiktskarta över tävlingsplatserna vid OS 2014: Op = Sotjis olympiska park, La = Laura längdåknings- och skidskyttekomplex, RG = Russkie Gorki hoppkomplex, Sa = Sanki isbanecenter, Re = Roza Chutors extrempark och Ra = Roza Chutors alpina center. Adyg. = Adygeiska republiken.

Tävlingarna under OS genomfördes på anläggningar belägna i två områden: Sotjis olympiska park i området Adler (30 km sydöst om Sotjis centrum) och Krasnaja Poljana, 65 km ostnordost om Sotji och direkt nordöst om Adler. Både Adler och Krasnaja Poljana ligger i direkt anslutning till Abchazien, vars gräns går direkt öster om Adlers stadsområde och en halvmil söder om starten på Krasnaja Poljanas störtloppsbacke. Krasnaja Poljana ligger dessutom en knapp mil söder om gränsen till Adygeiska republiken. I Adler finns Sotjis internationella flygplats.

### Sotjis olympiska park
| Anläggning             | Sporter                           | Kapacitet | Källa |
| ---------------------- | --------------------------------- | --------- | ----- |
| Bolsjoj-palatset       | Ishockey (inkl. finalen)          | 12 000    | [ 1 ] |
| Sjajba Arena           | Ishockey                          | 7 000     | [ 2 ] |
| Ledjanoj kub           | Curling                           | 3 000     | [ 3 ] |
| Adler Arena            | Hastighetsåkning på skridskor     | 8 000     | [ 4 ] |
| Ajsberg                | Konståkning, short track          | 12 000    | [ 5 ] |
| Olympiska medaljtorget | Medaljceremoni                    | 20 000    | [ 6 ] |
| Olympiastadion Fisjt   | Öppnings- och avslutningsceremoni | 40 000    | [ 7 ] |

### Krasnaja Poljana
| Anläggning                                | Sporter                           | Kapacitet              | Källa  |
| ----------------------------------------- | --------------------------------- | ---------------------- | ------ |
| Laura längdåknings- och skidskyttekomplex | Skidskytte, längdskidåkning       | 15 000 (7 500 vardera) | [ 8 ]  |
| Roza Chutors alpina center                | Alpin skidåkning                  | 7 500                  | [ 9 ]  |
| Roza Chutors extrempark                   | Freestyle, snowboard              | 10 250                 | [ 10 ] |
| Russkie Gorki hoppkomplex                 | Backhoppning, nordisk kombination | 7 500                  | [ 11 ] |
| Sanki isbanecenter                        | Bob, rodel, skeleton              | 5 000                  | [ 12 ] |

| Karta över Sotjis olympiska park. 1. Olympiastadion Fisjt. 2. Träningshall för ishockey. 3. Sjajba Arena. 4. Bolsjoj-palatset. 5. Ledjanoj kub. 6. Adler Arena. 7. Träningshall för konståkning/short track. 8. Ajsberg. 9. Olympiska medaljtorget. Den blå, streckade linjen är del av Sotjis internationella racerbana (Трасса в Олимпийском парке). |  | Anläggningarna i Krasnaja Poljana, där utomhussporterna avgörs under OS. Krasnaja Poljana markerar själva orten. Laura motsvarar själva skidstadion. Russkie Gorki är hoppbackarna. Sanki är isbanorna för rodel/bob/skeleton. Roza Chutor E respektive A är banorna för freestyle/snowboard respektive målområdet för de (längre) alpina loppen. (interaktiv karta) |
| Karta över Sotjis olympiska park. 1. Olympiastadion Fisjt. 2. Träningshall för ishockey. 3. Sjajba Arena. 4. Bolsjoj-palatset. 5. Ledjanoj kub. 6. Adler Arena. 7. Träningshall för konståkning/short track. 8. Ajsberg. 9. Olympiska medaljtorget. Den blå, streckade linjen är del av Sotjis internationella racerbana (Трасса в Олимпийском парке). |  | Anläggningarna i Krasnaja Poljana, där utomhussporterna avgörs under OS. Krasnaja Poljana markerar själva orten. Laura motsvarar själva skidstadion. Russkie Gorki är hoppbackarna. Sanki är isbanorna för rodel/bob/skeleton. Roza Chutor E respektive A är banorna för freestyle/snowboard respektive målområdet för de (längre) alpina loppen. (interaktiv karta) |

## Discipliner och tävlingsprogram
Håll muspekaren över finaltävlingarna för att se vilka grenar det gäller.
| IC | Invigningsceremoni | ● | Deltävlingar | 1 | Finaler | U | Uppvisningsshow | AC | Avslutningsceremoni |

| Sporter / Datum               | 6/2 T | 7/2 F | 8/2 L | 9/2 S | 10/2 M | 11/2 T | 12/2 O | 13/2 T | 14/2 F | 15/2 L | 16/2 S | 17/2 M | 18/2 T | 19/2 O | 20/2 T | 21/2 F | 22/2 L | 23/2 S | Grenar · |
| ----------------------------- | ----- | ----- | ----- | ----- | ------ | ------ | ------ | ------ | ------ | ------ | ------ | ------ | ------ | ------ | ------ | ------ | ------ | ------ | -------- |
| Ceremonier                    |       | IC    |       |       |        |        |        |        |        |        |        |        |        |        |        |        |        | AC     |          |
| Alpin skidåkning              |       |       |       | 1     | 1      |        | 1      |        | 1      | 1      | 1      |        | 1      | 1      |        | 1      | 1      |        | 10       |
| Backhoppning                  |       |       | ●     | 1     |        | 1      |        |        | ●      | 1      |        | 1      |        |        |        |        |        |        | 4        |
| Bob                           |       |       |       |       |        |        |        |        |        |        | ●      | 1      | ●      | 1      |        |        | ●      | 1      | 3        |
| Curling                       |       |       |       |       | ●      | ●      | ●      | ●      | ●      | ●      | ●      | ●      | ●      | ●      | 1      | 1      |        |        | 2        |
| Freestyle                     | ●     |       | 1     |       | 1      | 1      |        | 1      | 1      |        |        | 1      | 1      |        | 2      | 1      |        |        | 10       |
| Hastighetsåkning på skridskor |       |       | 1     | 1     | 1      | 1      | 1      | 1      |        | 1      | 1      |        | 1      | 1      |        | ●      | 2      |        | 12       |
| Ishockey                      |       |       | ●     | ●     | ●      | ●      | ●      | ●      | ●      | ●      | ●      | ●      | ●      | ●      | 1      | ●      | ●      | 1      | 2        |
| Konståkning                   | ●     |       | ●     | 1     |        | ●      | 1      | ●      | 1      |        | ●      | 1      |        | ●      | 1      |        | U      |        | 5        |
| Längdskidåkning               |       |       | 1     | 1     |        | 2      |        | 1      | 1      | 1      | 1      |        |        | 2      |        |        | 1      | 1      | 12       |
| Nordisk kombination           |       |       |       |       |        |        | 1      |        |        |        |        |        | 1      |        | 1      |        |        |        | 3        |
| Rodel                         |       |       | ●     | 1     | ●      | 1      | 1      | 1      |        |        |        |        |        |        |        |        |        |        | 4        |
| Short track                   |       |       |       |       | 1      |        |        | 1      |        | 2      |        |        | 1      |        |        | 3      |        |        | 8        |
| Skeleton                      |       |       |       |       |        |        |        | ●      | 1      | 1      |        |        |        |        |        |        |        |        | 2        |
| Skidskytte                    |       |       | 1     | 1     | 1      | 1      |        | 1      | 1      |        | 1      | 1      |        | 1      |        | 1      | 1      |        | 11       |
| Snowboard                     | ●     |       | 1     | 1     |        | 1      | 1      |        |        |        | 1      | 1      |        | 2      |        |        | 2      |        | 10       |
| Antal grenfinaler             |       |       | 5     | 8     | 5      | 8      | 6      | 6      | 6      | 7      | 5      | 6      | 5      | 8      | 6      | 7      | 7      | 3      | 98       |
| Ackumulerat antal grenfinaler |       |       | 5     | 13    | 18     | 26     | 32     | 38     | 44     | 51     | 56     | 62     | 67     | 75     | 81     | 88     | 95     | 98     | v • r    |

### Nya grenar
På IOK:s möte den 6 april 2011 i London beslutades att det skulle tävlas i fem nya grenar vid olympiska vinterspelen 2014:
- Mixstafett i skidskytte
- Lagtävling i rodel
- Lagtävling i konståkning
- Backhoppning för damer
- Halfpipe på skidor (ingår i Freestyle)

Tre månader senare på IOK:s kongress i Durban beslutades det att ytterligare tre grenar skulle läggas till programmet:
- Slopestyle på snowboard
- Slopestyle på skidor
- Parallellslalom på snowboard

## Deltagande nationer
88 nationer deltog vid spelen. Detta slog det gamla deltagarrekordet från Vancouver, där 82 länder deltog. Sju länder – Dominica, Malta, Paraguay, Togo, Tonga, Zimbabwe och Östtimor – gör debut i olympiska vinterspelen. Sex länder som deltog i Vancouver ställer inte upp i Sotji. Tre deltagare från Indien inledde spelen under olympisk flagg då landets olympiska kommitté var avstängd av IOK – dock släppte IOK avstängningen under spelen och deltagarna kunde tävla för Indien. Siffran inom parentes visar antalet deltagare för respektive land.

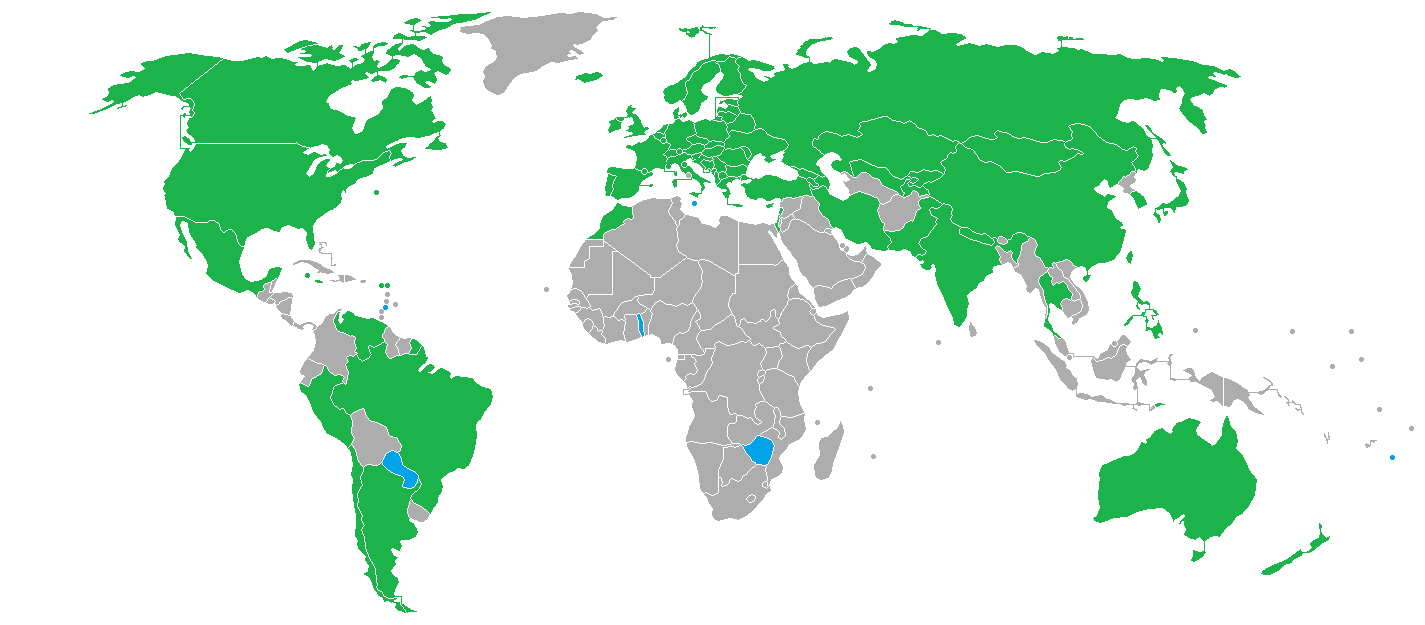
Karta över deltagande nationer; blåa är debutanter i olympiska spelen och gula deltar under olympisk flagg.

| - Albanien (2) - Amerikanska Jungfruöarna (1) - Andorra (6) - Argentina (7) - Armenien (4) - Australien (61) - Azerbajdzjan (4) - Belgien (7) - Bermuda (1) - Bosnien och Hercegovina (5) - Brasilien (13) - Brittiska Jungfruöarna (1) - Bulgarien (18) - Caymanöarna (1) - Chile (6) - Cypern (2) - Danmark (12) - Dominica (2) - Estland (24) - Finland (103) - Filippinerna (1) - Frankrike (105) | - Georgien (4) - Grekland (7) - Hongkong (1) - Indien (3) - Iran (5) - Irland (5) - Island (5) - Israel (5) - Italien (113) - Jamaica (2) - Japan (113) - Kanada (221) - Kazakstan (52) - Kina (66) - Kinesiska Taipei (Taiwan) (3) - Kirgizistan (1) - Kroatien (11) - Lettland (58) - Libanon (2) - Liechtenstein (4) - Litauen (9) - Luxemburg (1) | - Makedonien (3) - Malta (1) - Mexiko (1) - Moldavien (4) - Monaco (5) - Mongoliet (2) - Montenegro (2) - Marocko (2) - Nederländerna (41) - Norge (134) - Nepal (1) - Nya Zeeland (15) - Pakistan (1) - Paraguay (1) - Peru (3) - Polen (59) - Portugal (2) - Rumänien (24) - Ryssland (226) - San Marino (2) - Schweiz (168) - Serbien (8) | - Slovakien (62) - Slovenien (66) - Spanien (20) - Storbritannien (56) - Sverige (106) - Sydkorea (71) - Tadzjikistan (1) - Tjeckien (85) - Thailand (2) - Togo (2) - Tonga (1) - Turkiet (6) - Tyskland (153) - Ukraina (43) - Ungern (16) - USA (230) - Uzbekistan (3) - Venezuela (1) - Belarus (24) - Zimbabwe (1) - Österrike (130) - Östtimor (1) |

## Invigningsceremonin

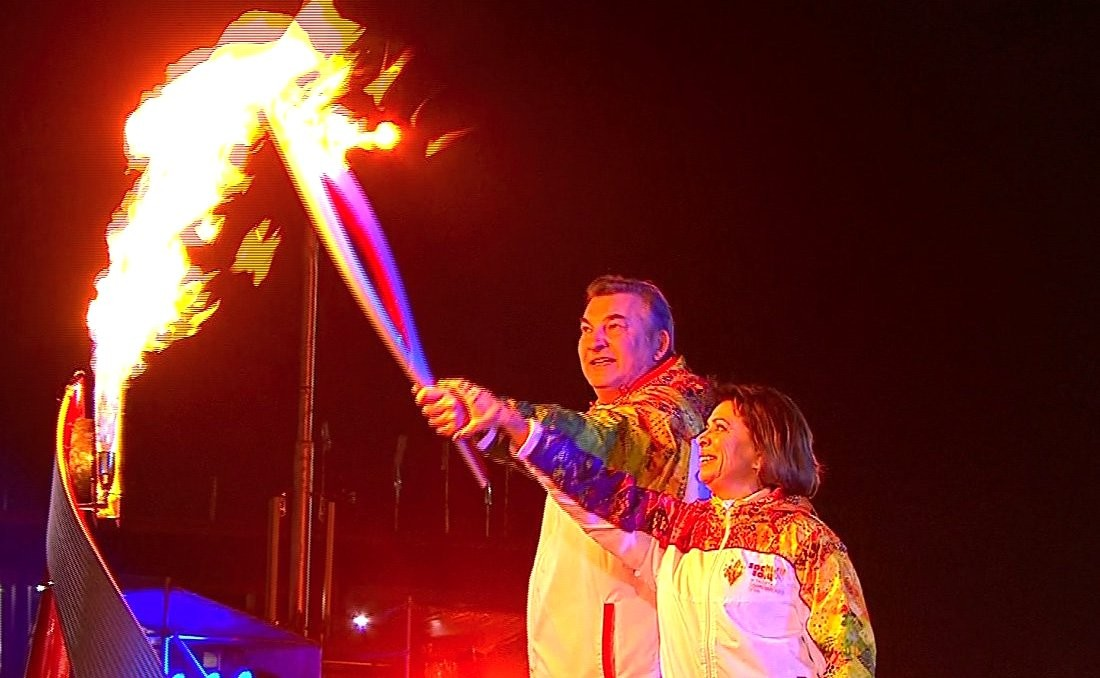
OS-elden tändes av Irina Rodnina och Vladislav Tretiak.

Invigningen av spelen hölls i Olympiastadion Fisjt den 7 februari 2014 kl. 20:14 lokal tid. Ceremonin genomfördes tillsammans med 40 000 åskådare och cirka 2 000 idrottare. 88 deltagarländer under mästerskapen gjorde den sedvanliga marschen in i arenan. De olympiska spelen förklarades invigda av Rysslands president Vladimir Putin under ett tal framemot slutet av ceremonin. Den olympiska elden tändes sedan av Irina Rodnina och Vladislav Tretiak.

### Bilder från invigningen

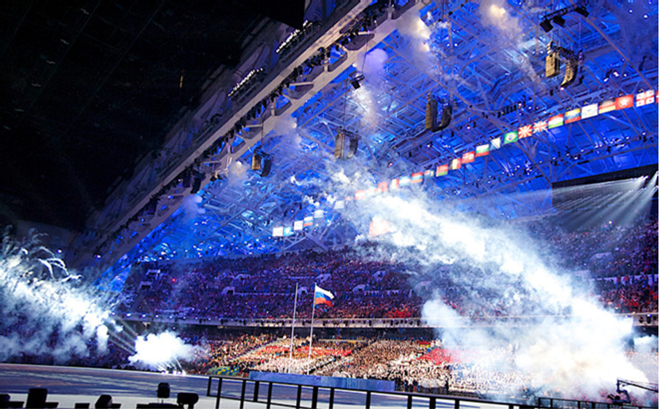
Fyrverkerier under invigningen av OS i Sotji
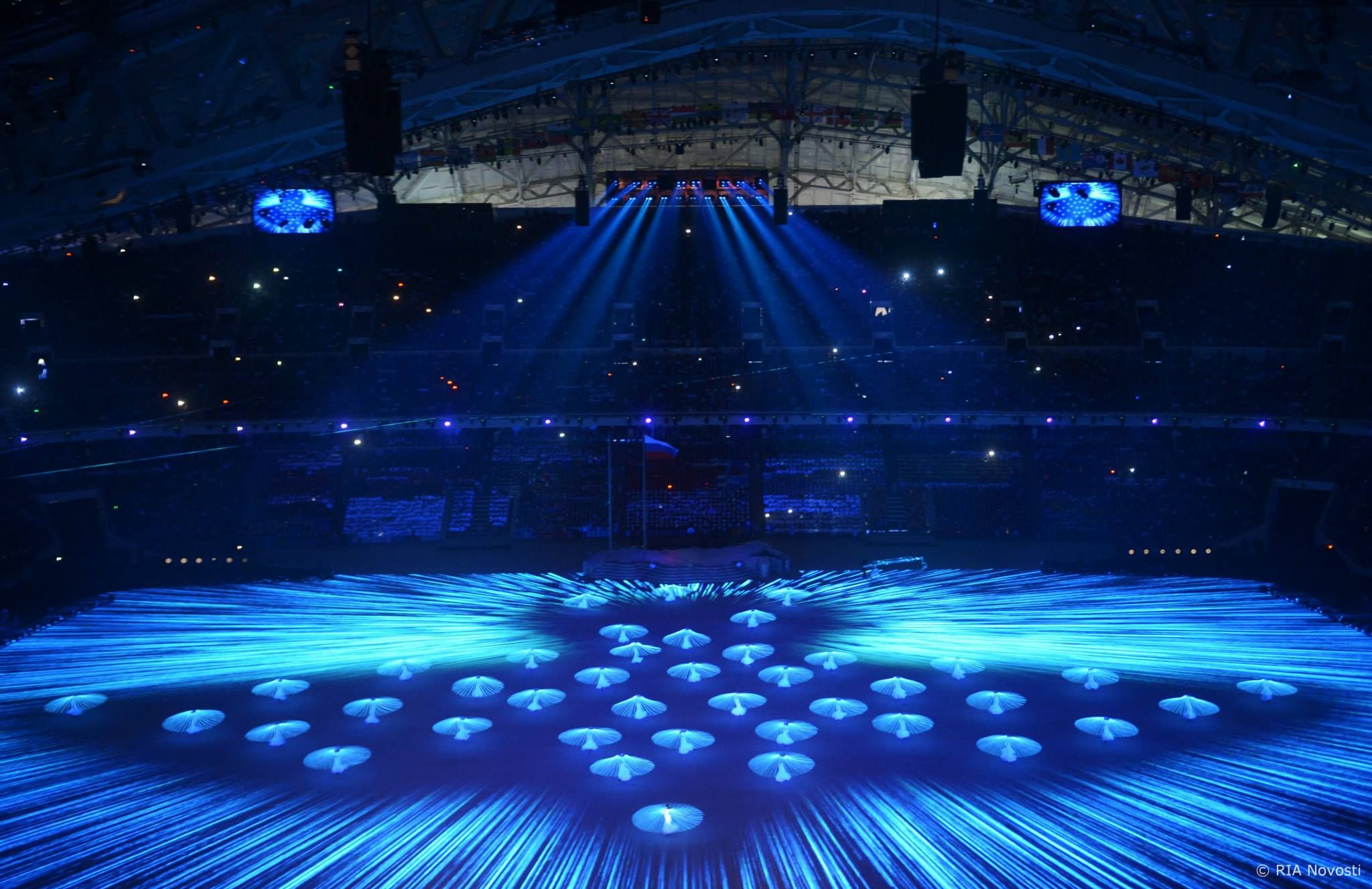
Invigningen av OS i Sotji
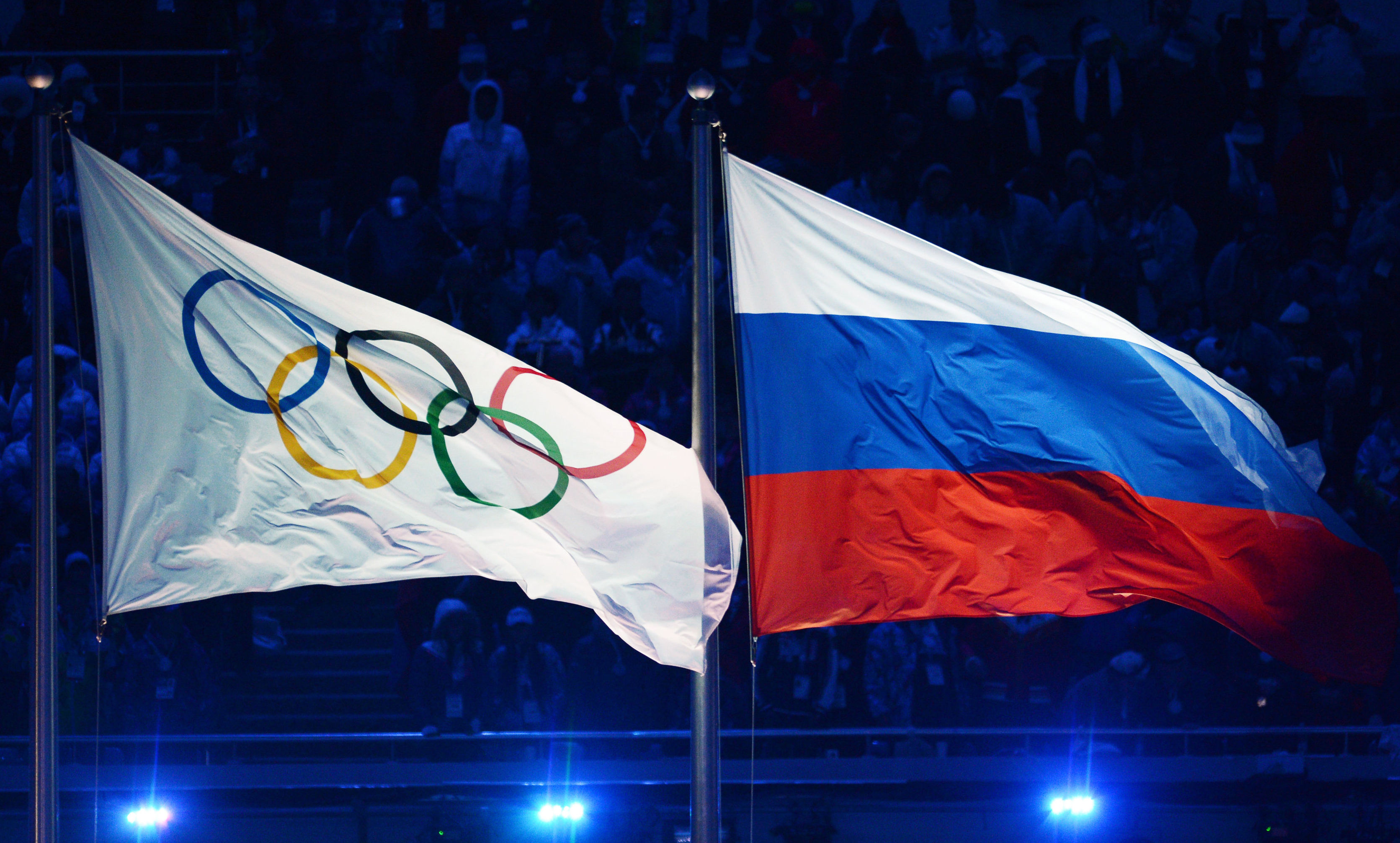
Den olympiska och den ryska flaggan
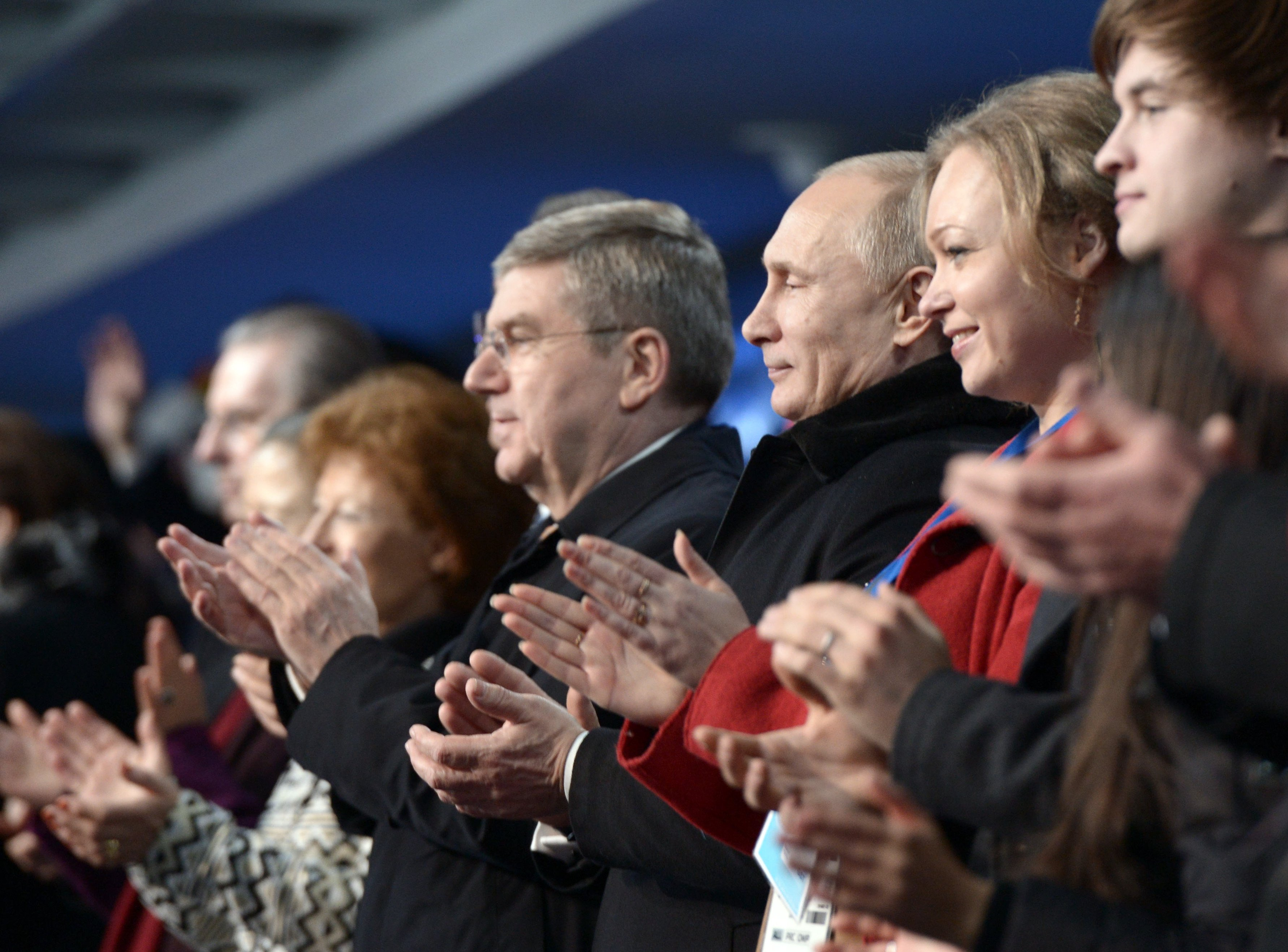
IOK:s president Thomas Bach och Rysslands president Vladimir Putin

## Avslutningsceremonin
Avslutningsceremonin hölls på Olympiastadion Fisjt i Sotji den 23 februari mellan klockan 20.14 och 22.25 lokal tid. Under ceremonin gavs medaljerna ut i damernas 30 kilometer och herrarnas 50 kilometer. Eftersom guldmedaljören på herrsidan var Aleksandr Legkov spelades Rysslands nationalsång två gånger under kvällen.
De olympiska vinterspelen i Sotji förklarades avslutat av IOK:s president Thomas Bach klockan 22.04 lokal tid.

### Bilder från avslutningen

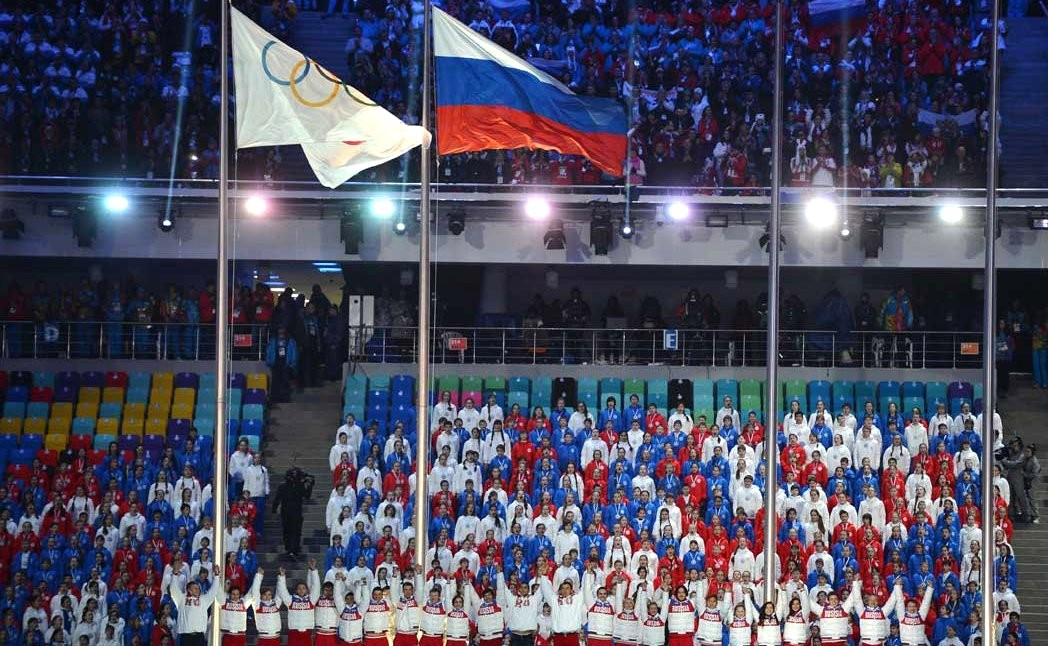
Alla ryska medaljörer

## Medaljfördelning
Värdnation (Ryssland)
| Pl. | Nation        | Guld | Silver | Brons | Totalt |
| --- | ------------- | ---- | ------ | ----- | ------ |
| 1   | Ryssland      | 11   | 9      | 9     | 29     |
| 2   | Norge         | 11   | 5      | 10    | 26     |
| 3   | Kanada        | 10   | 10     | 5     | 25     |
| 4   | USA           | 9    | 7      | 12    | 28     |
| 5   | Nederländerna | 8    | 7      | 9     | 24     |
| 6   | Tyskland      | 8    | 6      | 5     | 19     |
| 7   | Schweiz       | 6    | 3      | 2     | 11     |
| 8   | Belarus       | 5    | 0      | 1     | 6      |
| 9   | Österrike     | 4    | 8      | 5     | 17     |
| 10  | Frankrike     | 4    | 4      | 7     | 15     |

## Maskotar
Tre maskotar valdes fram av ryska folket den 26 februari 2011, genom telefon- och SMS-röstning i ett TV-program på ryska kanal ett. Ungefär en miljon röster togs emot. De tre vinnande maskotarna blev en hare, en isbjörn och en snöleopard. Vinnarna fick dock mycket kritik, vilket ledde till stor debatt i Ryssland. Bland annat sades det att isbjörnen var ett plagiat av maskoten för OS i Moskva 1980, Misja, och att den var för lik partisymbolen för det ryska partiet Enade Ryssland.

## Radio och TV
Sveriges Radio sände närmare 200 timmar från de olympiska spelen.

### TV-sändningar
Tidigare år har EBU alltid köpt alla visningsrätter i Europa till OS, vilka sedan sålts till medlemmarna – public service-kanaler såsom Sveriges Television (SVT). Men för OS 2014 och 2016 sålde IOK TV-rättigheterna via försäljningsagenten Sportfive, som därefter bjöd ut sändningsrättigheterna till högstbjudande i varje land. Vinnaren i Sverige blev MTG, vilket innebar att vinter-OS 2014 i Sotji sänds exklusivt i Viasats TV-utbud. Detta beslut väckte kritik i Sverige, eftersom alla inte har tillgång till Viasats TV-kanaler men även för att det kan vara fördyrande – jämfört med SVT – och på grund av reklamavbrott. I Norge köpte den marksända reklamfinansierade kanalen TV 2 rättigheterna.
Ett förslag lades fram i riksdagen i maj 2012 om att en så kallad evenemangslista ska skapas i Sverige. Detta röstade oppositionspartierna (S, V, MP och SD) för, medan regeringspartierna (M, FP, C och KD) röstade emot. Därefter utredde regeringen om en evenemangslista skulle införas. Syftet med en evenemangslista, som finns i liknande form i andra länder, var att sporter och grenar av samhällsintresse ska kunna visas i så kallade fria TV-kanaler, som en övervägande majoritet har tillgång till.

## Säkerheten
Det fanns ett mycket stort säkerhetspådrag kring spelen. Redan i början av januari började man med att säkra OS-området. Drygt 40 000 brottsbekämpare fanns stationerade vid landets första vinterspel, inklusive poliser och rysk militär. Rysslands Federala Säkerhetstjänst (FSB) har mellan den 7 januari och 21 mars 2014 fått befogenhet att förbjuda samtliga protester och demonstrationer inom OS-området, såtillvida att det inte ingår i själva spelen. Denna restriktion undertecknades av presidenten Vladimir Putin. Varje enskild bil som åter ut och in i OS-området kontrolleras av specialpolis med detektorer.

### Flygkapningsförsöket
En berusad ukrainsk man försökte den 7 februari strax före OS-invigningsceremonin kapa ett flygplan. Flygplanet från turkiska Pegasus Airlines hade startat från Charkivs flygplats i Ukraina och var väg till Istanbul i Turkiet med 110 passagerare ombord. Kaparen påstod att han hade en bomb ombord på planet. Mannen som är ukrainsk medborgare krävde att planet skulle flyga till OS-staden Sotji, där Ukrainas president Viktor Janukovytj sammanträdde med Rysslands president Vladimir Putin i samband med invigningsceremonin. Piloten lyckades lura mannen och kunde trots kapningsförsöket landa i Istanbul. Turkiskt stridsflyg eskorterade planet till flygplatsen, och turkiska specialstyrkor kunde kort därpå ta sig ombord på planet och gripa den misstänkte kaparen. Mannens krav var att den ukrainska regeringen skulle frige gripna Euromajdan-demonstranter.

## Kritik och kontroverser
Svenska media har kritiserat Rysslands val att placera spelen i Sotji, en mindre stad där nästan inget var byggt vid tiden för ansökan, och inte till exempel Moskva som borde ha lämpligt klimat. IOK kräver att alpingrenarna förläggs nära huvudorten för spelen.

### Behandling av gästarbetare
Svenska TV-programmet Uppdrag granskning uppmärksammade i januari 2014 att tiotusentals byggarbetare som arbetat på OS-arenorna blivit utan löner. I vissa fall har gästarbetares arbetsgivare begärt att få deras pass, under förevändning att ansöka om arbetstillstånd: detta har istället hindrat arbetarna från att kunna lämna landet legalt. När de klagat har de i många fall anklagats för att vara illegala invandrare och sedan deporterats, eftersom de saknat arbetstillstånd. I andra fall har arbetare misshandlats, hotats och torterats.

### Dopning
På kvällen den 20 februari fick den tyska olympiska kommittén information från IOK om att den tyska skidskytten och före detta längdskidåkaren Evi Sachenbacher-Stehle åkt fast i en dopningskontroll. Både a- och b-prov var positiva. Sachenbacher-Stehle har fått lämna OS-truppen. Den 21 februari avslöjades den italienske bobåkaren William Frullani, och den 22 februari uppdagades att den ukrainska längdskidåkaren Marina Lisogor hade tagit otillåtet preparat. Den 22 februari avslöjades också att längdåkaren Johannes Dürr åkt fast för EPO-dopning. Han hade åkt från Sotji för att träna för att sedan återkomma till femmilen. Dürr kom trea totalt i Tour de Ski 2013/2014.
Enligt den tyska tv-kanalen WDR ska ryska idrottare ha använt sig av ädelgasen xenon för att den, enligt kanalen, sägs vara prestationshöjande. Xenon var fram till dess ett okänd medel för bland annat antidopingbyrån WADA och ämnet syns inte i dopingtesterna. Enligt kanalen ska över 70 procent av de ryska medaljörerna vid sommar-OS 2004 och vid vinter-OS 2006 ha använt sig av xenon och användandet av gasen ska ha pågått under många år. Enligt djurstudier som har gjorts med xenon har epo-produktionen ökat med en faktor på 1,6 på en dag, vilket är en stor effekt.  Användandet av xenon har dock inte varit helt dolt då det i exempelvis ryska dokumentärfilmer helt öppet framkommit att ämnet används.
Enligt ryska idrottsledare är det inte fel att använda ämnet eftersom medlet inte finns med på WADA:s dopinglista, de menar också att xenon inte är skadligt och inte har några biverkningar.
Man kan dock fällas för doping i efterhand även om ämnet inte fanns med på dopinglistan när personen använde sig av medlet. 
Exempelvis friidrottsstjärnan Marion Jones från USA använde sig av steroiden tetrahydrogestrinon men den fanns inte med på dopinglistan när hon använde steroiden. Hon åkte dock aldrig fast för att dopingprovet var positivt utan för att hon i efterhand erkände att hon hade dopat sig.
En vanlig metod som används för att avslöja dopade är att man omtestar proverna från exempelvis Olympiska spelen många år senare för att eventuellt upptäcka fler dopningsfall eftersom nya metoder för att avslöja dopning har upptäckts.
- Skidskytte: Evi Sachenbacher-Stehle,  Tyskland. Methylhexaneamine (dimethylamin).[41]
- Bob: William Frullani,  Italien. Dimetylpentylamin.[42]
- Längdskidåkning: Marina Lisogor,  Ukraina. Trimetazidin.[43]
- Ishockey: Vitalijs Pavlovs,  Lettland. Methylhexaneamine (dimethylamin).[44]
- Längdskidåkning: Johannes Dürr,  Österrike. Erytropoetin (EPO).[45]
- Ishockey: Nicklas Bäckström  Sverige. Pseudoefedrin[46]

Under 2015 avslöjade McLaren-utredningen en omfattande och systematisk mörkläggning av en mängd dopningsfall inom Rysslands elitidrottande. Resultaten innebar en mängd avstängda ryska idrottare och ett mycket "vingklippt" ryskt deltagande i sommar-OS 2016. Relaterade dopningsavslöjanden under 2017 har inneburit att minst 14 ryska vinteridrottare på elitnivå avstängts från vidare olympiskt deltagande på livstid. Deras resultat från Sotji-OS raderades från listorna, vilket även flyttade ner Ryssland från första till fjärde plats på IOK:s officiella medaljlista från OS 2014.